# 羽叶铁线莲
羽叶铁线莲（学名：Clematis pinnata）为毛茛科铁线莲属下的一个种。
该物种为自然杂交形成，其一方亲本为短尾铁线莲（学名：Clematis brevicaudata），另一方亲本为大叶铁线莲（学名：Clematis heracleifolia）或者卷萼铁线莲（学名：Clematis tubulosa）。然而，野外观察到的所有个体可能都是F1代杂交个体，因此，该物种可能并不具备自我繁殖能力，并非传统意义上的物种。

## 扩展阅读
- 維基物種上的相關：羽叶铁线莲

1. ↑  Natural Hybrid Origin of the Controversial “Species” Clematis × pinnata (Ranunculaceae) Based on Multidisciplinary Evidence. https://www.frontiersin.org/articles/10.3389/fpls.2021.745988/full/ （页面存档备份，存于）